# Anopheles messeae
Anopheles messeae ist eine Art der Malariamücken (Anopheles), die zur Anopheles-maculipennis-Gruppe gezählt wird. 
Sie ist in Mittel- und Osteuropa weit verbreitet, besonders häufig ist sie in Norditalien, auf dem Balkan, am Schwarzen Meer und im Norden und Osten Russlands. Die Art kommt typischerweise im Binnenland vor, insbesondere in Flusstälern und anderen gewässerreichen Gebieten. An der Küste ist Anopheles messeae selten zu finden, hier überwiegt Anopheles atroparvus.
Anopheles messeae ist üblicherweise in der Abenddämmerung aktiv. Die Eier werden von Anopheles messeae bevorzugt in größeren, flachen und am Rand gut bewachsenen Gewässern abgelegt. Man findet die Larven in den Altwässern von Flüssen, in Gräben und am schilfbewachsenen Ufer von Seen und Teichen. Die Weibchen überwintern in ungeheizten Räumen, im Frühjahr legen sie nach der Aufnahme von Blut ihre Eier ab. Zwischen Mitte und Ende Mai erscheinen die Mücken der neuen Generation.
In den Donauländern und Russland war Anopheles messeae ein wichtiger Malariavektor. In Deutschland galt sie lange Zeit als unbedeutender Malariaüberträger. Beim Wiederaufflackern der Malaria nach dem Zweiten Weltkrieg war diese Stechmückenart jedoch der wichtigste Überträger. Vermutlich war sie auch in den vergangenen Jahrhunderten in vielen Fällen für die Malariaübertragung im Binnenland verantwortlich.